# 効果的利他主義
効果的利他主義（こうかてきりたしゅぎ、英語: effective altruism、EA）とは、公平に利益を計算し、最大の善をもたらすために原因を優先することを提唱する21世紀の哲学的かつ社会運動である。これは「証拠と理性を用いて他者にできる限り利益をもたらす方法を見出し、その基盤に基づいて行動すること」によって動機づけられている。効果的利他主義の目標を追求する人々は、時に効果的利他主義者と呼ばれ、選択された慈善団体への寄付や、前向きな影響を最大化することを目的としたキャリア選択など、この運動が提案するさまざまなアプローチに従う。この運動はアカデミアの外で人気を博し、研究センター、アドバイザリー組織、慈善団体の創設を促進し、それらは集合的に数億ドルを寄付してきた。
効果的利他主義者は、受益者を選ぶ際に公平性と世界的な利益の平等な考慮を強調する。効果的利他主義の中で人気のある優先的課題には、グローバルヘルスと開発、社会的および経済的不平等、動物福祉、そして長期的な未来における人類の生存に対するリスクが含まれる。EAは動物擁護の分野で特に影響力のある地位を持つ。
この運動は2000年代に発展し、効果的利他主義という名称は2011年に作られた。この運動に影響を与えた哲学者にはピーター・シンガー、トビー・オード、そしてウィリアム・マッカスキルが含まれる。分散した連合によって提唱された一連の評価技術として始まったものが、アイデンティティへと進化した。効果的利他主義は米国と英国のエリート大学と強いつながりを持ち、シリコンバレーは「長期主義的」サブムーブメントの重要な中心地となり、そこには緊密なサブカルチャーが存在する。
この運動は創設者のサム・バンクマン＝フリードが2022年後半以前は効果的利他主義の原因に主要な資金提供者であったため、暗号通貨取引所FTXの破産により主流の注目と批判を受けた。サンフランシスコ・ベイエリアの一部の人々は、性的不正行為の文化と彼らが表現したものを批判した。

## 歴史
2000年代後半から、利他主義、合理主義、そして未来学的関心に焦点を当てたいくつかのコミュニティが収束し始めた。例えば：
- ギブウェル（英語版）を中心とした証拠に基づく慈善コミュニティ[8]、そしてもともとギブウェル・ラボから発展し、その後独立したオープン・フィランソロピー（英語版）[9][10]
- 効果的な寄付とキャリア選択のための誓約を中心としたコミュニティ、ギビング・ワット・ウィ・キャン（英語版）と80,000アワーズ（英語版）の組織を中心に[11]
- 人工知能の安全性を研究するシンギュラリティ研究所（英語版）（現在のMIRI（英語版））、実存的リスクなどのトピックを研究する人類の未来研究所（英語版）、そして合理主義に焦点を当てた議論フォーラムLessWrong[12]

2011年、ギビング・ワット・ウィ・キャンと80,000アワーズはアンブレラ組織に統合することを決定し、新しい名前の投票を行った；「効果的利他主義センター」が選ばれた。効果的利他主義グローバル会議は2013年から開催されている。この運動が形成されるにつれて、特定のコミュニティの一部ではなかったが、オーストラリアの道徳哲学者ピーター・シンガーの応用倫理学に関する著作、特に「飢饉、豊かさ、そして道徳」（1972年）、動物の解放（1975年）、そしてあなたが救える命（2009年）に従っていた個人を引き寄せた。シンガー自身は2013年にTEDトークで「効果的利他主義の理由と方法」というタイトルでこの用語を使用した。

### 著名な慈善家
2019年には推定4億1600万ドルがこの運動で特定された効果的な慈善団体に寄付され、2015年以降の年間成長率は37%を表している。効果的利他主義コミュニティの最大の寄付者の2人、フェイスブックの共同創設者として富を得たダスティン・モスコヴィッツと彼の妻カーリー・ツナは、民間財団グッド・ベンチャーズを通じて、110億ドル以上の純資産のほとんどを効果的利他主義の原因のために寄付することを望んでいる。効果的利他主義の影響を受けた他の人々には、サム・バンクマン＝フリード、そしてプロポーカープレイヤーのダン・スミス とリヴ・ボーリー が含まれる。スカイプの創設者であるエストニアの億万長者ヤーン・タリンは、いくつかの効果的利他主義の原因に寄付することで知られている。サム・バンクマン＝フリードは2021年2月にFTX財団という慈善団体を立ち上げ、いくつかの効果的利他主義組織に貢献したが、2022年11月にFTXが崩壊した時に閉鎖された。

### 著名な出版物とメディア
効果的利他主義に関連するいくつかの書籍や記事が出版され、この運動を体系化し、批判し、より多くの注目を集めた。2015年、哲学者ピーター・シンガーはあなたができる最善のこと：効果的利他主義が倫理的に生きることについての考えをどのように変えているかを出版した。同じ年、スコットランドの哲学者で倫理学者のウィリアム・マッカスキルはより良く善をなす：効果的利他主義があなたの違いを生み出すのをどう助けるかを出版した。
2018年、アメリカのニュースウェブサイトボックスは、ジャーナリストディラン・マシューズが率いるFuture Perfectセクションを立ち上げ、「善をなすための最良の方法を見つける」に関する記事とポッドキャストを公開した。
2019年、オックスフォード大学出版局はヒラリー・グリーブスとセロン・パマーが編集した『効果的利他主義：哲学的問題』という書籍を出版した。
より最近の書籍は将来の世代への関心を強調している。2020年、オーストラリアの道徳哲学者トビー・オードは崖っぷち：実存的リスクと人類の未来を出版し、マッカスキルは2022年に私たちが未来に負うものを出版した。
2023年、オックスフォード大学出版局はキャロル・J・アダムス、アリス・クレアリー、そしてロリ・グルーエンが編集した『それが約束する善、それがもたらす害：効果的利他主義に関する批判的エッセイ』を出版した。

## 哲学
効果的利他主義者は、他者に利益をもたらす最も効果的な方法に関連する多くの哲学的問題に焦点を当てる。このような哲学的問題は、推論の出発点を「何をすべきか」から「なぜ」と「どのように」へと移行させる。その答えについてのコンセンサスはなく、また自分のすべての資源を用いて可能な限り最大の善をなすべきだと信じる効果的利他主義者と、定義された予算内で可能な限り最大の善をなそうとする人々の間にも違いがある:15。
マッカスキルによれば、定義された予算内で可能な限り最大の善をなすという効果的利他主義の見解は、道徳やメタ倫理学についての幅広い見解、またキリスト教などの宗教的教えにおける利他主義の伝統的教えとも両立できる。効果的利他主義は、宗教が最大の善をなす原因ではなく、礼拝や伝道に資源を費やすことを強調する場合、宗教と緊張関係にあることもある。
ピーター・シンガーとウィリアム・マッカスキル以外に、効果的利他主義に関連する哲学者にはニック・ボストロム、トビー・オード、ヒラリー・グリーブス、そしてデレク・パーフィットがいる。経済学者ン・クワンヨンは厚生経済学と倫理学で同様の研究を行った。
効果的利他主義センターは、効果的利他主義を統一する以下の4つの原則を挙げている：優先順位付け、公平な利他主義、開かれた真理探求、そして協力的精神 公平な推論に基づいて利他的に行動する人々の能力をサポートするために、効果的利他主義運動は協力的精神、誠実さ、透明性、そして収入やその他の資源の一定の割合を寄付することを公に誓うなどの価値観や行動を促進する:2。

### 公平性
効果的利他主義は、すべての人の幸福が等しく重要であるという公平な推論を強調することを目指している。シンガーは1972年のエッセイ「飢饉、豊かさ、そして道徳」で、次のように書いた：
私が助けることができる人が10ヤード離れた隣人の子どもであろうと、名前も知らない10,000マイル離れたベンガル人であろうと、道徳的には何の違いもない...道徳的な視点は私たちに自分たちの社会の利益を超えて見ることを求める:231–232。
公平性と最大の善を追求することが組み合わさると、より悪い状態にある人々への利益を優先することにつながる。なぜなら、他のすべての条件が等しければ、より悪い状況にある人は誰でも、その状態の改善からより多くの利益を得るからである。

#### 道徳的考慮の範囲
道徳的公平性に関する一つの問題は、どの存在が道徳的考慮に値するかという問題である。一部の効果的利他主義者は、人間に加えて非人間の動物の幸福も考慮し、工場式畜産の終了など、動物福祉の問題を提唱している。長期主義を信奉する人々は将来の世代を潜在的な受益者として含み、例えば実存的リスクを減らすことによって、長期的な未来の道徳的価値を向上させようとしている:165–178。

#### 公平性への批判
シンガーのエッセイにおける溺れる子どものたとえは哲学的議論を引き起こした。シンガーの溺れる子どものたとえのバージョンに対応して、哲学者クワメ・アンソニー・アッピアは2006年に、高価なスーツを着た男が溺れる子どもに直面した場合の最も効果的な行動は、子どもを救ってスーツを台無しにすることではなく、むしろスーツを売ってその収益を慈善団体に寄付することではないかと問うた。アッピアは「溺れる子どもを救い、スーツを台無しにするべきだ」と考えた。2015年の討論で、燃えている建物から子どもを救うか、ピカソの絵画を救って売り、その収益を慈善団体に寄付するかという同様のシナリオを提示されたとき、マッカスキルは効果的利他主義者はピカソを救って売るべきだと答えた。心理学者アラン・ジャーンはマッカスキルの選択を「多くの人にとって不自然で、不快ですらある」と呼んだが、ジャーンは効果的利他主義が「問う価値のある問題」を提起すると結論づけた。マッカスキルはその後、効果的利他主義者は「制約を侵害することなく」最大の善をなそうとするという効果的利他主義の「限定的定義」を支持し、そのような制約には近くの人々を助ける義務などが含まれるかもしれないとした。
ウィリアム・シャンブラは効果的利他主義の公平な論理を批判し、互恵性や対面での交流から生じる善意は、公平で、超然とした利他主義に基づく慈善よりも強く、より一般的であると主張した。そのようなコミュニティに基づく慈善的な寄付は、彼が書いたように、市民社会、そして民主主義の基礎となっている。ラリッサ・マクファーカーは人々は多様な道徳的感情を持っており、一部の効果的利他主義者は感情的に超然としているわけではなく、近くの人々に対するのと同じくらい遠く離れた見知らぬ人々に対しても共感を感じると示唆した。リチャード・ペティグルーは多くの効果的利他主義者が「自分たちに知られていない人々の苦しみに対して、多くの人々が感じる以上に深い悲しみを感じる」ことに同意し、EAにおける公平性は必ずしも冷静である必要はなく、「一部の哲学者が主張するようにケアの倫理の多くと明らかに緊張関係にあるわけではない」と主張した。ニューヨーク・タイムズのロス・ダウタットはこの運動の「遠く離れた人口に向けられた『望遠鏡的慈善活動』」を批判し、「効果的利他主義者が都市が彼らの下で崩壊する中、サンフランシスコの高層ビルに座って世界の半分離れた場所の苦しみを軽減する方法を計算している」様子を想像しながらも、この運動が「今日の先進国を悩ませる独善主義と反人間的悲観主義への有用な反論を提供している」と評価した。

### 原因の優先順位付け
効果的利他主義の重要な要素は「原因の優先順位付け」である。原因の優先順位付けは、原因の「中立性」の原則に基づいており、これは受益者のアイデンティティや支援方法に関係なく、最大の善をなすことに基づいて資源が原因に分配されるべきだという考えである。対照的に、多くの非営利団体は教育や気候変動などの単一の原因に関して、効果と証拠を強調している。
EA組織が原因領域を優先するために使用するツールの一つは重要性、扱いやすさ、そして注目度の低さのフレームワークである。重要性は問題が解決された場合に生み出される価値の量であり、扱いやすさは追加の資源がそれに充てられた場合に解決される問題の割合であり、注目度の低さは原因にすでに投入されている資源の量である。
原因の優先順位付けに必要な情報には、データ分析、他の条件下で何が起こっていたかの比較（反事実的推論）、そして不確実性の特定が含まれる。これらの任務の難しさから、原因の相対的優先順位を研究することを専門とする組織が設立された。

#### 原因の優先順位付けへの批判
「原因と受益者を互いに比較する」この慣行は、チャリティ・ナビゲーターのケン・バーガーとロバート・ペナによって「最悪の意味で道徳的」で「エリート主義的」であると批判された。ウィリアム・マッカスキルはバーガーとペナに対して、ある受益者の利益を別の受益者と比較する理由を擁護し、そのような比較は難しく時には不可能だが、しばしば必要であると結論づけた。マッカスキルは、より悪質な形のエリート主義は慈善団体ではなく美術館（および類似の機関）への寄付であると主張した。イアン・デイビッド・モスは原因の優先順位付けへの批判は彼が「領域特有の効果的利他主義」と呼ぶもので解決できると示唆し、これは「特定の原因や地理的領域など、慈善活動の焦点領域内で効果的利他主義の原則に従うことを奨励する」もので、一部の寄付者にとっては地域と世界の視点の間の対立を解決できるだろうと述べた。

### 費用対効果
慈善団体によっては同じ目標を達成するために異なる金額を費やしたり、あるいは目標をまったく達成しない場合もあるため、一部の慈善団体は他よりもはるかに効果的だと考えられている。効果的利他主義者は期待値で高い費用対効果を持つ介入を特定しようとする。多くの介入は不確実な利益を持ち、ある介入の期待値は、たとえ成功の可能性が小さくても、その利益が大きければ、別の介入よりも高くなる可能性がある。効果的利他主義者が健康介入の選択肢を比較するために使用する指標の一つは、1ドルあたりの推定質調整生存年（QALY）の追加数である。
一部の効果的利他主義組織は、ランダム化比較試験を主要な証拠形式として好む。これは医療研究において一般的に最高レベルの証拠と考えられているためである。他の人々は、このような厳格なレベルの証拠を要求することが、証拠を開発できる問題に焦点を不必要に狭めると主張している。ケルシー・パイパーは、不確実性は効果的利他主義者が世界についての最善の理解に基づいて行動することを避ける良い理由ではないと主張し、なぜなら多くの介入はその有効性に関して混合した証拠を持っているからである。
パスカル＝エマニュエル・ゴブリー他は「測定問題」について警告し、医学研究や政府改革などの問題は「一度に一歩ずつ骨の折れる進歩」であり、結果は管理された実験で測定するのが難しいと指摘した。ゴブリーはまた、そのような介入は効果的利他主義運動によって過小評価されるリスクがあると主張する。効果的利他主義はデータ中心のアプローチを強調するため、批評家は正義、公平性、平等性など、定量化に適さない原則が脇に置かれると言う。

### 反事実的推論
反事実的推論は、代替的選択の可能な結果を考慮することを含む。これはキャリア選択を含む様々な文脈で効果的利他主義者によって採用されてきた。多くの人々は他者を助ける最良の方法は慈善団体のために働いたり、社会サービスを提供するなどの直接的な方法だと想定している。しかし、そのようなポジションには候補者の供給が多いため、ある候補者が行う善の量を次善の候補者が行うであろう善の量と比較することが理にかなっている。この推論によれば、キャリアの限界的影響は総合的な影響よりも小さい可能性が高い。

### 功利主義との違い
EAは功利主義のように最大化を目指しているが、EAは功利主義といくつかの点で異なっている。例えば、EAは人々が常に手段に関係なく善を最大化すべきだと主張していないし、EAは善が幸福の合計であると主張していない。トビー・オードは功利主義者を「数字をかき集める」と表現し、それに比べて多くの効果的利他主義者を「数字に注目しながら従来の知恵に導かれる」と呼んだ。他の哲学者たちは、EAはまだ功利主義に不可欠で特有のいくつかの中核的な倫理的コミットメントを保持していると主張している。例えば、公平性の原則、厚生主義、そして善の最大化などである。
マッカスキルはどの倫理的見解が正しいかについて絶対的に確信すべきではないと主張し、「道徳的に不確かな場合、私たちは異なる道徳的見解の間で最良の妥協となるような方法で行動すべきだ」と述べた。彼はまた、純粋に帰結主義的な観点からでも、「善い結果をもたらすからと言って何らかの有害な行動を正当化する素朴な計算は、実際には、ほとんど常に正しくない」と書いている。

### 効果的加速主義との違い
効果的加速主義（e/accと略される）は加速主義の考えから影響を受けている。その支持者は汎用人工知能が主要な課題を解決し、全体的な善を最大化することを期待して、制限のない技術進歩を提唱し、技術の減速と停滞は人工知能がもたらすリスクよりも大きなリスクであると主張する。効果的利他主義者は一般的に人工知能についてより慎重であり、急ぎすぎると実存的リスクが増加する可能性があると考えている。

## 優先的課題
効果的利他主義の原則と目標は、原因の中立性を考慮しながら、人々が最大の善をなすことを可能にするあらゆる原因を支持するのに十分広い。効果的利他主義運動の多くの人々は、世界の健康と開発、動物福祉、そして人類の未来を脅かすリスクの軽減を優先してきた。

### グローバル・ヘルスと開発
世界的な貧困と顧みられない熱帯病の緩和は、効果的利他主義に関連する最も初期で最も著名な組織の一部の焦点となってきた。慈善団体評価者ギブウェルは2007年にホールデン・カーンスキーとエリー・ハッセンフェルドによって貧困に対処するために設立された。彼らはそこで追加の寄付が最も影響力があると考えている。ギブウェルの主要な推奨には以下が含まれる：マラリア予防慈善団体のマラリア反対財団とマラリア・コンソーシアム、駆虫慈善団体の住血吸虫症管理イニシアチブと世界駆虫イニシアチブ、そして受益者への直接現金送金のためのギブダイレクトリー。シンガーの本あなたが救える命から発展した組織「The Life You Can Save」は、証拠に基づく慈善団体を促進し、慈善教育を行い、豊かな国々での寄付文化を変えることによって世界的な貧困を緩和するために働いている。

### 動物福祉
多くの効果的利他主義者は動物福祉の改善に焦点を当ててきた。シンガーとアニマル・チャリティ・エバリュエーターズ（ACE）は、効果的利他主義者がペットの福祉よりも工場式畜産の変化を優先すべきだと主張してきた。人間の消費のために毎年600億の陸上動物が屠殺され、1兆から2.7兆の個々の魚が殺されている。
効果的利他主義アプローチを採用する多くの非営利団体が設立されている。ACEは費用対効果と透明性に基づいて動物慈善団体、特に工場式畜産に取り組む団体を評価している:139。ファウナリティクスは動物福祉研究に焦点を当てている。効果的利他主義に関連する他の動物イニシアチブには、アニマル・エシックスとワイルド・アニマル・イニシアチブの野生動物の苦しみに関する取り組み、培養肉による農場動物の苦しみへの対処、そしてあらゆる種類の動物への関心の増加がある。センティエンス・インスティテュートは他の有感覚の存在に対する道徳的配慮の輪の拡大のために設立されたシンクタンクである。

### 長期的未来と地球規模の壊滅的リスク
長期的未来にプラスの影響を与えることの重要性を強調する長期主義の倫理的立場は、効果的利他主義と密接な関係を持って発展した。長期主義は「時間的距離は空間的距離と同様である」と主張し、将来の個人の福祉は現在存在する個人の福祉と同様に重要であると示唆している。将来存在する可能性のある個人の数が極めて多いことを考えると、長期主義者は壊滅的な災害が取り返しのつかないほど未来を台無しにする確率を減らすことを目指している。トビー・オードは「未来の人々は、私たちが課すリスクから自分自身を守るという点で、現代の疎外された人々よりもさらに無力かもしれない」と述べた:8
バイオテクノロジーや高度な人工知能に関連する危険性などの実存的リスクは、しばしば強調され、積極的な研究の対象となっている。実存的リスクはあまりにも大きな影響を持つため、そのようなリスクのごくわずかな変化—例えば0.0001パーセントの削減—を達成することは「今日10億人を救うよりも価値があるかもしれない」とギデオン・ルイス＝クラウスは2022年に報告したが、EA（効果的利他主義）コミュニティでそのような極端な結論を公然と支持する人はいないと付け加えた。
長期的未来の改善のための研究と提唱に積極的に取り組み、効果的利他主義コミュニティと関連を持つ組織としては、オックスフォード大学の人類の未来研究所、ケンブリッジ大学の実存的リスク研究センター、そして生命の未来研究所がある。さらに、機械知能研究所は高度な人工知能の管理というより狭い使命に焦点を当てている。

#### Sリスク
一部の効果的利他主義者は天文学的苦痛のリスク(Sリスク)の軽減に焦点を当てている。Sリスクはその潜在的な範囲と深刻さにより、人類絶滅さえも上回る負の影響を持つ、特に深刻な種類の実存的リスクである。これらのリスクを軽減する取り組みには、大規模な苦痛を回避するための戦略を探求する長期的リスク研究センターなどの組織による研究と提唱が含まれる。Sリスクは、一部の種類の感覚のある存在の福祉に対する長期的な無視から生じる可能性がある。他に示唆されているシナリオには、先進技術により不可逆的に安定する抑圧的な全体主義体制が含まれる。

## アプローチ
効果的利他主義者は、効果的な慈善団体への寄付、寄付のためにより多くのお金を稼ぐか直接労働を提供するためのキャリアの活用、新しい非営利または営利事業の立ち上げなど、善を行うためのさまざまなアプローチを追求する。

### 寄付

#### 金銭的寄付
多くの効果的利他主義者は慈善的な寄付に取り組んでいる。一部の人々は、それらの資金の他の可能な使途が自分自身に比較可能な利益をもたらさない場合、寄付を通じて苦しみを軽減することは道徳的義務であると考えている。一部の人々はより多く寄付するために質素なライフスタイルを送っている。
ギビング・ワット・ウィ・キャン（GWWC）は、メンバーが将来の収入の少なくとも10%を自分が最も効果的だと信じる原因に寄付することを誓約する組織である。GWWCは2009年にトビー・オードによって設立され、彼は年間18,000ポンド（27,000ドル）で生活し、収入の残りを寄付している。2020年、オードは人々がGWWCの誓約を通じてこれまでに1億ドル以上を寄付したと述べた。
ファウンダーズ・プレッジは、非営利団体ファウンダーズ・フォーラム・フォー・グッドから生まれた同様のイニシアチブで、起業家は事業を売却した場合に個人的な収益の一定割合を慈善団体に寄付するという法的拘束力のある約束をする。2024年4月時点で、約1,900人の起業家が約100億ドルを誓約し、約11億ドルが寄付されている。

#### 臓器提供
EAは人間が生きている間や死後に臓器提供をすべきだという議論に使用されており、一部の効果的利他主義者はそれを実践している。

### キャリア選択
効果的利他主義者はしばしばキャリアを善を行うための手段と考え、直接的なサービスと間接的な消費、投資、寄付の決定の両方を通じてそれを実践する。80,000アワーズは、どのようなキャリアが最大の前向きな影響を持つかについて調査し、アドバイスを提供する組織である。

#### 稼いで寄付する
稼いで寄付をするとは、収入のかなりの部分を寄付する目的で、意図的に高収入のキャリアを追求することであり、一般的には効果的な利他主義を行いたいという願望から生じているものである。 Earning to Giveの提唱者は、慈善事業に寄付できる額を最大化することは、個人がどのようなキャリアを追求するかを決定する際の重要な考慮事項であると主張している。

### 効果的な組織の設立
一部の効果的利他主義者は、善を行うための費用対効果の高い方法を実施する非営利または営利組織を設立する。非営利側の例として、マイケル・クレーマーとレイチェル・グレナースターはケニアでランダム化比較試験を実施し、生徒のテストスコアを向上させる最良の方法を見つけ出した。彼らは新しい教科書やフリップチャート、さらに小さなクラスサイズを試みたが、学校の出席率を向上させた唯一の介入は子どもの腸内寄生虫の治療だとわかった。彼らはその調査結果に基づいて、世界駆虫イニシアチブを開始した。2013年から2022年8月まで、ギブウェルは世界駆虫（現在は非営利団体エビデンス・アクションによって運営されている）を大規模駆虫が「一般的に非常に費用対効果が高い」との評価に基づいてトップチャリティに指定した。しかし、大規模駆虫プログラムの利益については大きな不確実性があり、長期的効果を見出す研究と見出さない研究がある。ハピアー・ライブズ・インスティテュートは開発途上国における認知行動療法（CBT）の有効性に関する研究を行っている。カノピーは妊娠中または産後の女性に認知行動療法を提供するアプリを開発している。ギビング・グリーンは気候介入の効果を分析しランク付けしている。フィッシュ・ウェルフェア・イニシアチブは漁業と水産養殖における動物福祉の改善に取り組んでいる。そして鉛曝露排除プロジェクトは発展途上国における鉛中毒の削減に取り組んでいる。

### 漸進的変化対システム的変化
効果的利他主義の初期の焦点は健康介入や現金給付などの直接的な戦略にあったが、よりシステム的な社会的、経済的、政治的改革も注目を集めるようになった。マシュー・スノウはジャコバンで、効果的利他主義は「個人に対して、切実に必要としている人々のために必需品を調達するためにお金を使うように懇願するが、まず第一にそれらの必需品がどのように生産され分配されるかを決定するシステムについては何も言わない」と書いた。哲学者アミア・スリニヴァサンはウィリアム・マッカスキルのより良く善をなすが世界的不平等と抑圧について十分に扱っていないと批判したが、効果的利他主義が原則的に善を行う最も効果的な手段に対して開かれており、システム的変化を目指す政治的提唱を含むと指摘した。スリニヴァサンは「効果的利他主義はこれまでのところ、主に従来の手段を通じて貧困と闘う中流階級の白人男性の比較的均質な運動だったが、少なくとも理論的には幅広い教会である」と述べた。ニュー・リパブリックのジュディス・リヒテンバーグは、効果的利他主義者は「最終的に必要な構造的および政治的変化を無視している」と述べた。2016年にエコロジストに掲載された記事は、効果的利他主義は政治的問題を解決するための非政治的な試みであると主張し、この概念を「疑似科学的」と表現した。エチオピア系アメリカ人のAI科学者ティムニット・ゲブルは、ギデオン・ルイス＝クラウスが2022年に彼女の見解をまとめたように、効果的利他主義者が「人種差別や植民地主義などの構造的問題を超えたものであるかのように行動している」ことを非難した。
スーザン・ドワイヤー、ジョシュア・スタイン、オルフェミ・O・タイウォなどの哲学者は、効果的利他主義が民主的政府や組織の責任であるべき領域において、裕福な個人の不釣り合いな影響力を助長していると批判した。
民主化などのシステム的または制度的変化に焦点を当てた運動は効果的利他主義と両立するという議論がなされている。哲学者エリザベス・アシュフォードは、人々は効果的な援助慈善団体に寄付し、貧困の原因となっている構造を改革する両方の義務があると主張する。オープン・フィランソロピーは刑事司法、経済安定化、住宅改革 などの分野での進歩的な提唱活動に助成金を提供しているが、政治改革の成功を「非常に不確実」と位置づけている。

## 心理学的研究
心理学および関連分野の研究者は、人々が慈善的寄付などの利他的活動に従事する際に、より効果の低い選択肢を選ぶ原因となる効果的利他主義への心理的障壁を特定してきた。

## その他の批判と論争
当初、運動のリーダーたちは質素なライフスタイルと関連していたが、バンクマン＝フリードを含む大口寄付者の到来により、運動の掲げる価値観と不釣り合いに見える支出と贅沢さが増した。2022年、エフェクティブ・ベンチャーズ財団はワークショップを開催する目的でウィザム・アビーの所有地を購入したが、2024年に売りに出した。
ティムニット・ゲブルは、効果的利他主義が汎用人工知能の防止または制御という名目で、AI倫理に関する他の懸念事項（例えばディープフェイクポルノ、アルゴリズムバイアス）を無視する行為をしていると主張した。彼女とエミール・P・トレスはさらに、この運動が彼らがTESCREALと呼ぶ相互に接続された運動のネットワークに属しており、これが裕福な寄付者が人類の未来を形作るための知的正当化として機能していると主張する。

### サム・バンクマン＝フリード
サム・バンクマン＝フリードは、後に暗号通貨取引所FTXを設立することになるが、MITの学部生だった2012年に哲学者ウィリアム・マッカスキルとランチをともにし、その時マッカスキルは彼に時間をボランティアに費やすよりも、お金を稼いで寄付するよう勧めた。バンクマン＝フリードは投資のキャリアに進み、2019年頃から効果的利他主義運動とより公に関連するようになり、彼の目標は「できる限り多くを寄付すること」だと発表した。バンクマン＝フリードはFTXフューチャー・ファンドを設立し、マッカスキルをアドバイザーの一人として招き、マッカスキルが取締役を務める効果的利他主義センターに1390万ドルの助成金を提供した。
2022年後半のFTXの崩壊後、この運動はさらなる公の精査を受けることになった。バンクマン＝フリードと効果的利他主義の関係は運動の評判を損なった。一部のジャーナリストは、リーダーたちがバンクマン＝フリードの行動や取引会社アラメダにおける疑わしい倫理に関する特定の警告を見過ごすことが便利だったため、効果的利他主義運動がFTXの崩壊に加担していたのではないかと問うた。フォーチュンの暗号通貨編集者ジェフ・ジョン・ロバーツは「バンクマン＝フリードとその仲間たちは『EA』への献身を公言していたが、彼らの高尚な言葉はすべて人々から盗むための口実にすぎなかった」と述べた。
マッカスキルはバンクマン＝フリードの行動を非難し、効果的利他主義は誠実さを強調していると述べた。
哲学者リーフ・ウェナーは、バンクマン＝フリードの行動が、ポジティブな影響と期待値に焦点を当て、慈善活動からのリスクと害悪を適切に考慮せずに、運動の多くを象徴していると主張した。彼は、FTXの事例はEAコミュニティの一部が主張するように分離できるものではなく、効果的利他主義を哲学として形作った前提と推論から切り離せず、ウェナーが単純すぎると考えるものだと主張した。

### 性的不正行為の告発
批判はバンクマン＝フリードの役割と彼とウィリアム・マッカスキルとの緊密な関係に関連してだけでなく、排除とセクシャルハラスメントの問題に関しても生じた。2023年のブルームバーグの記事では、効果的利他主義コミュニティの一部のメンバーがこの哲学が捕食的行動の文化を隠蔽していると主張していた。2023年のタイム誌の記事では、7人の女性が効果的利他主義運動における不正行為と論争を報告した。彼女たちは、典型的にベイエリアにいる運動内の男性が、若い女性をポリアモリーの性的関係に誘い込むために権力を使用していると非難した。告発者たちは、男性が多数を占める人口統計と複数愛のサブカルチャーが結合して、性的不正行為が容認され、言い訳され、または合理化される環境を作り出したと主張した。この告発に対して、効果的利他主義センターはタイム誌に、一部の疑惑を持たれた加害者はすでに組織から追放されており、新しい主張を調査すると述べた。この組織はまた、性的不正行為の問題が効果的利他主義コミュニティに特有のものなのか、より広い社会的な女性蔑視を反映しているのかを見分けることは難しいと主張した。

## その他の著名人
実業家イーロン・マスクは2015年に効果的利他主義の会議で講演した。彼はマッカスキルの2022年の著書『私たちが未来に負うもの』について「私の哲学と密接に一致している」と述べたが、公式にこの運動に参加したわけではない。フィランソロピー・クロニクルの記事では、マスクの効果的利他主義との実質的な連携の記録は「でこぼこしている」と主張し、ブルームバーグ・ニュースは彼の2021年の慈善寄付には「効果的利他主義がマスクの寄付に影響を与えたという明らかな兆候はほとんどない」と指摘している。
俳優ジョセフ・ゴードン＝レヴィットは効果的利他主義のアイデアをより広い聴衆に伝えたいと公に述べている。
OpenAIのCEOであるサム・アルトマンは効果的利他主義を「信じられないほど欠陥のある運動」であり「非常に奇妙な創発的行動を示す」と呼んでいる。AIリスクに関する効果的利他主義者の懸念は、2023年11月にアルトマンを解雇したOpenAI取締役会メンバーの間に存在していた。彼はその後CEOとして復帰し、取締役会のメンバーシップは変更された。